# Румяна Коларова
Румяна Петрова Коларова е български учен социолог, универитетски преподавател в Софийския университет, професор. От 6 август до 7 ноември 2014 г. е министър на образованието, младежта и науката в състава на служебното 93-то правителство на България с премиер Георги Близнашки.

## Биография
Румяна Коларова е родена на 10 юни 1956 г. в София. Завършва Софийския университет, специалност „Научен комунизъм“, специализация „Социология“. Защитава докторска дисертация на тема: „Понятието политическа сила в съвременната политическа теория“ (1991). Специализира в Лондон (Лондонско училище по икономика и политически науки), Ню Йорк (New School for Social Research, Фулбрайтова специализация) и Флоренция (European University Institute).
Професор по сравнителна политология в СУ „Св. Климент Охридски“, ръководител на катедра „Политология“ (2013-2019), директор на магистърска програма „Европейска интеграция“.
Била е Жан Моне лектор „Политически процес в ЕС“ за периода 2001 – 2006 г. От 2010 г. е член на Съвета на Media and Democracy in Central and Eastern Europe (MDCEE). Председател на Управителния съвет на „Център за изследвания и политики за жените“ (от 2011). Председател на УС на Българската асоциация по политически науки (от 2019).
Oт декември 2013 г. до януари 2017 г. е секретар на Президента на Република България по връзки с гражданското общество, а след 2014 и за образование и наука.
През 2021 г. влиза в инициативния комитет, който издига Анастас Герджиков за президент на България 
Автор е на над 50 научни публикации и повече от 500 публикации в периодичния печат.
Владее английски и руски език, ползва немски и френски.